# Памятник Ленину (Киев)
Па́мятник Ле́нину — ныне не существующий памятник, посвящённый российскому и советскому политическому и государственному деятелю, революционеру, создателю партии большевиков Владимиру Ильичу Ленину в Киеве напротив Бессарабского рынка.

## Общая информация
Монумент находился в начале бульвара Тараса Шевченко перед Бессарабской площадью напротив Бессарабского рынка.
Фигура Ленина высотой 3,45 м была изготовлена из красного полированного гранита, установлена на цилиндрическом постаменте высотой 6,8 м диаметром 1,88 м из чёрного полированного лабрадорита на квадратном гранитном стилобате. Монумент сделан из редкого материала — карельского кварцита, из него строили Мавзолей в Москве.
В центре постамента надпись «Ленін». По бокам высечены ленинские слова «При едином действии пролетариев великорусских и украинских свободная Украина возможна, без такого единения о ней не может быть и речи» и «Никогда не победят того народа, в котором рабочие и крестьяне в большинстве своём узнали, почувствовали и увидели, что они отстаивают свою, Советскую власть — власть трудящихся, что отстаивают то дело, победа которого им и их детям обеспечит возможность пользоваться всеми благами культуры, всеми созданиями человеческого труда» (В. И. Ленин).
Авторы памятника — скульптор Народный художник СССР С. Д. Меркуров, архитекторы: А. В. Власов и В. Д. Елизаров.

## История
Во время Великой Отечественной войны на месте, где установили монумент, была размещена виселица, где нацисты проводили публичные казни.
Памятник Ленину был открыт 5 декабря 1946 года в день 10-летия Сталинской Конституции. На торжественном митинге, посвящённом открытию памятника, выступали Никита Хрущёв и Павел Тычина, присутствовал скульптор памятника Сергей Меркуров. До того как статуя попала в Киев, она побывала на Всемирной выставке 1939 года в Нью-Йорке, где вместе с памятником Сталину экспонировалась в советском павильоне.
Являлся единственным памятником В. И. Ленину, представляющим историческую ценность и являющимся произведением искусства, в Киеве. Памятник долгое время значился в реестре памятников национального значения Украины. 3 августа 2009 года постановлением Кабинета Министров Украины Юлии Тимошенко монумент был исключён из реестра, наряду с другими памятниками лицам, причастным к организации массового голода и политическим репрессиям. Таким образом, он потерял статус памятника и не подлежал охране государством.

### Акт вандализма 30 июня 2009 года
Ночью 30 июня 2009 года памятник был повреждён группой националистов, кувалдой были отбиты рука и нос. Свои действия активисты аргументировали исполнением указа Президента Украины № 856/2008.
Через пару часов после надругательства над памятником на YouTube появился 6-минутный видеоролик, где молодые люди объясняют, что хотят избавить Киев от подобных символов. На видео видно, как они приставили лестницу к монументу и, вскарабкавшись наверх, начали наносить удары по монументу.
Сотрудники милиции задержали пятерых националистов. 19 июня 2013 года Шевченковский районный суд Киева признал националистов «виновными в хулиганстве». Николай Кохановский получил 3 года ограничения свободы с испытательным сроком 2 года, глава Дубровицкой организации ВО «Свобода» Александр Задорожный и националисты: А. Тарасенко, Б. Франт и И. Срибной получили по 2 года ограничения свободы.
В том же году памятник был отреставрирован (повреждённые фрагменты были восстановлены при помощи специальной смолы, несколько отличавшейся по цвету от гранита) и 27 ноября 2009 года торжественно открыт. Во время церемонии открытия произошла стычка киевских коммунистов с противниками открытия памятника, разбившими о постамент бутылки с красной краской.
Чаще всего возле памятника В. И. Ленину собирались коммунисты и проводили протестные и праздничные мероприятия (Коммунистическая партия Украины).

### Разрушение 8 декабря 2013 года
Во время Евромайдана на памятник несколько раз покушались, после чего он был окружён «Беркутом». Вечером 8 декабря 2013 года во время массовых протестов Евромайдан в центре Киева памятник был свергнут с постамента участниками уличных акций протеста при помощи троса, заведённого вокруг скульптуры, и сильно повреждён после падения на землю и дальнейшего разрушения при помощи кувалд и подобных инструментов. По утверждению некоторых источников, всё это происходило на виду у колонны «Беркута».
«После того, как в Киеве памятник Ленину упал, толпа набросилась на него и стала бить кувалдой, передаваемой из рук в руки. „Долой коммунизм!“ — кричали люди», — писала Маша Гессен в блоге The New York Times.
Ответственность за уничтожения монумента взяла на себя партия «Свобода». Как отметил председатель КГГА[кто?]:

Демонстрируя приверженность европейским демократическим ценностям, недопустимо демонстрировать правовой нигилизм. То, что произошло на бульваре Тараса Шевченко, не что иное, как вандализм. И он не имеет ничего общего с демократией.
Управление внутренних дел Киева заявило о том, что по факту сноса памятника возбуждено уголовное дело. Оно открыто по части 1 статьи 294 УК Украины «Массовые беспорядки». Начался сбор денег на ремонт и реставрацию памятника.
КПРФ и КПУ высказались с резкой критикой произошедшего.
Правнук скульптора Сергея Меркурова оценил разрушение как акт вандализма, но высказался против восстановления памятника:

Я против восстановления или реставрации этого памятника.
Урон, нанесённый вандалами, непоправим. Так распорядилась история.
Пусть эти обломки служат будущим поколениями, напоминая о том, что их предки были глупыми, жестокими и необразованными обезьянами.— Антон Меркуров
Вскоре после сноса и разбора в интернете появились объявления о продаже частей памятника. Стоимость зависит от части тела и веса: 

«Ладонь стоит 1 тыс. грн, кусочек руки — 750 грн. Куски ног и туловища продаём на вес — 50 грн за кило. Голова — бесценна. За неё предлагайте свою цену».— 
В ночь на 14 декабря 2013 года остатки разбитой фигуры были вывезены в неизвестном направлении.
Депутат фракции «Батькивщина» Андрей Шевченко заявил, что снос памятника не был санкционирован Евромайданом.
Безнаказанность лиц, виновных в разрушении памятника в Киеве, породила целую череду вандализма в отношении памятников В. И. Ленину на Украине. Так, в январе 2014 года полностью разрушен памятник в городе Бердичеве, а памятник в городе Березовка Одесской области был облит краской. В феврале 2014 года начался настоящий «Ленинопад» — в ночь с 21 на 22 февраля 2014 года были снесены 16 памятников В. И. Ленину в Днепропетровске, Чернигове, Броварах, Житомире, Полтаве, Прилуках и других городах.

### Реакция на разрушение
Согласно опросу, проведённому компанией Research & Branding 69 % киевлян высказали «в целом негативное» отношение к сносу памятника Ленину, 13 % — «в целом позитивное». 67 % жителей Киева расценивают снос памятника как вандализм, противоположного мнения 29 %.
Министр иностранных дел Польши Радослав Сикорский поддержал снос памятника и сказал, что доволен, что Киев стал очередной европейской столицей, где снесли памятник кровавому тирану. Бывший министр внутренних дел Украины Луценко также одобрил снос памятника.
Председатель Харьковской областной администрации Михаил Добкин начал сбор денег на восстановление памятника. «Завтра открываю счет, для восстановления памятника Ленину в Киеве. Внесу на счет 50 000 грн. Все, кто презирает вуек за их тупизм, присоединяйтесь», — призвал М. Добкин в Twitter. «Судя по мнению твит сообщества 50 000 грн на восстановление памятника Ленину мало. 100 000 грн и всё, что соберут харьковчане, передадим Киеву!» — добавил он.
КПУ объявила, что восстановит памятник.

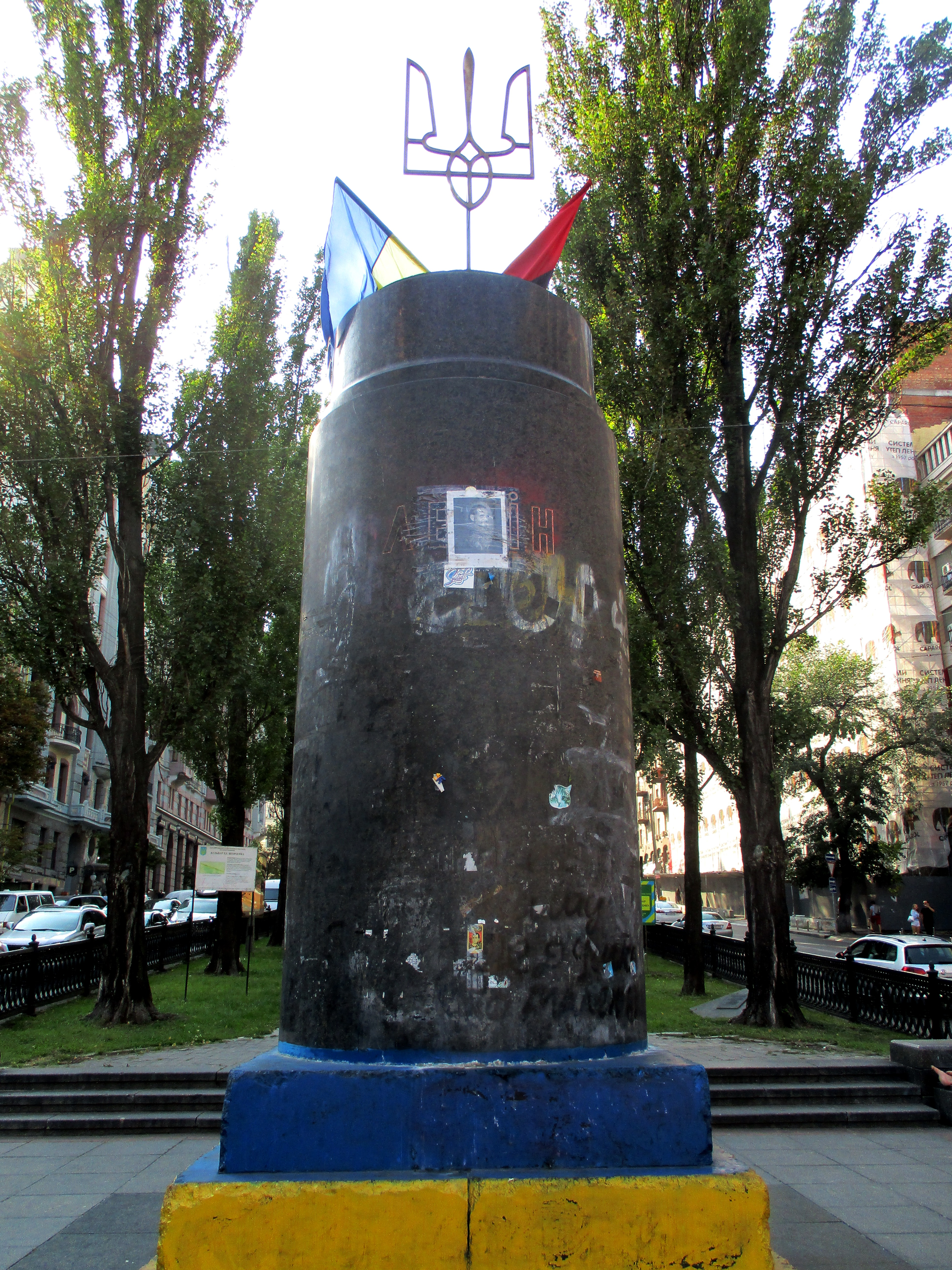
Герб Украины на месте разрушенного памятника Ленину (2019)

По мнению Захара Прилепина, высказанному им в 2025 г., с ликвидации данного памятника «по сути, и началась война».

### Последующая судьба
3 февраля 2014 года была проведена шуточная акция, во время которой на постаменте разрушенного памятника молодёжь установила памятник «Межигорскому золотому унитазу», который, по словам участников акции, символизирует расточительство, коррупцию и диктатуру.
В 2016 году Арт-фонд «Изоляция» провёл международный конкурс «Общественный договор» на художественное оформление пустого места, оставшегося после сноса памятника. Победительницей стала мексиканская художница Синтия Гутьеррес, и в июне 2016 года на месте памятника на неделю была установлена её инсталляция «Населяя тени».
В 2019 году бизнесмен Гарик Корогодский предложил мэру Киева Виталию Кличко построить в исторической местности «Бессарабка» памятник сахарозаводчику Лазарю Бродскому. Об этом сообщил Гарик Корогодский на своей странице Facebook: «Повторю свое предложение пятилетней давности. Я готов профинансировать памятник на месте Владимира Ленина на «Бессарабке». Могу дать на выбор пять фамилий, хотя считаю, что это место создано для сахарозаводчика Лазаря Бродского», — отметил Гарик Корогодский.

## Байки киевлян о памятнике
- Ленин на этом памятнике изображён в «лакированном пиджаке»[47].
- Этот памятник иногда называли «Ленин, указывающий путь к рынку»[47].
- Есть шутка, что у Ленина украл пальто Кобзарь. (В трёх кварталах выше по бульвару от памятника Ленину находится памятник Т. Г. Шевченко, в руках у которого пальто)[47].
- Старый студенческий анекдот о разговоре памятников Т. Г. Шевченко и В. И. Ленину. Шевченко: «Опять денег не хватает! И где продать это пальто?» — Ленин, указывая рукой «верный путь», отвечает: «Чего задумался, неси сюда, на Бессарабский рынок!»

## Изображения

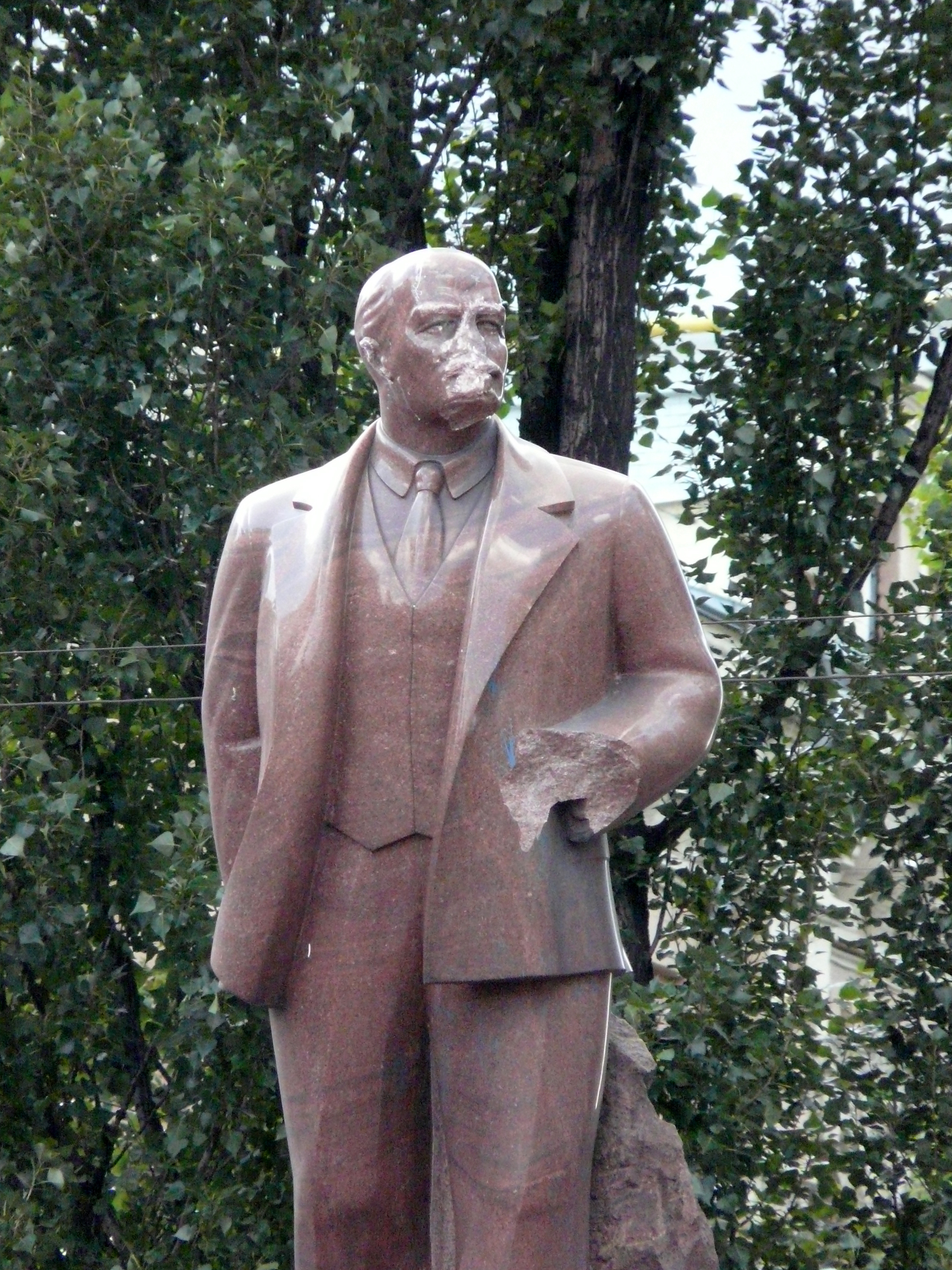
Памятник после акта вандализма 30 июня 2009 года
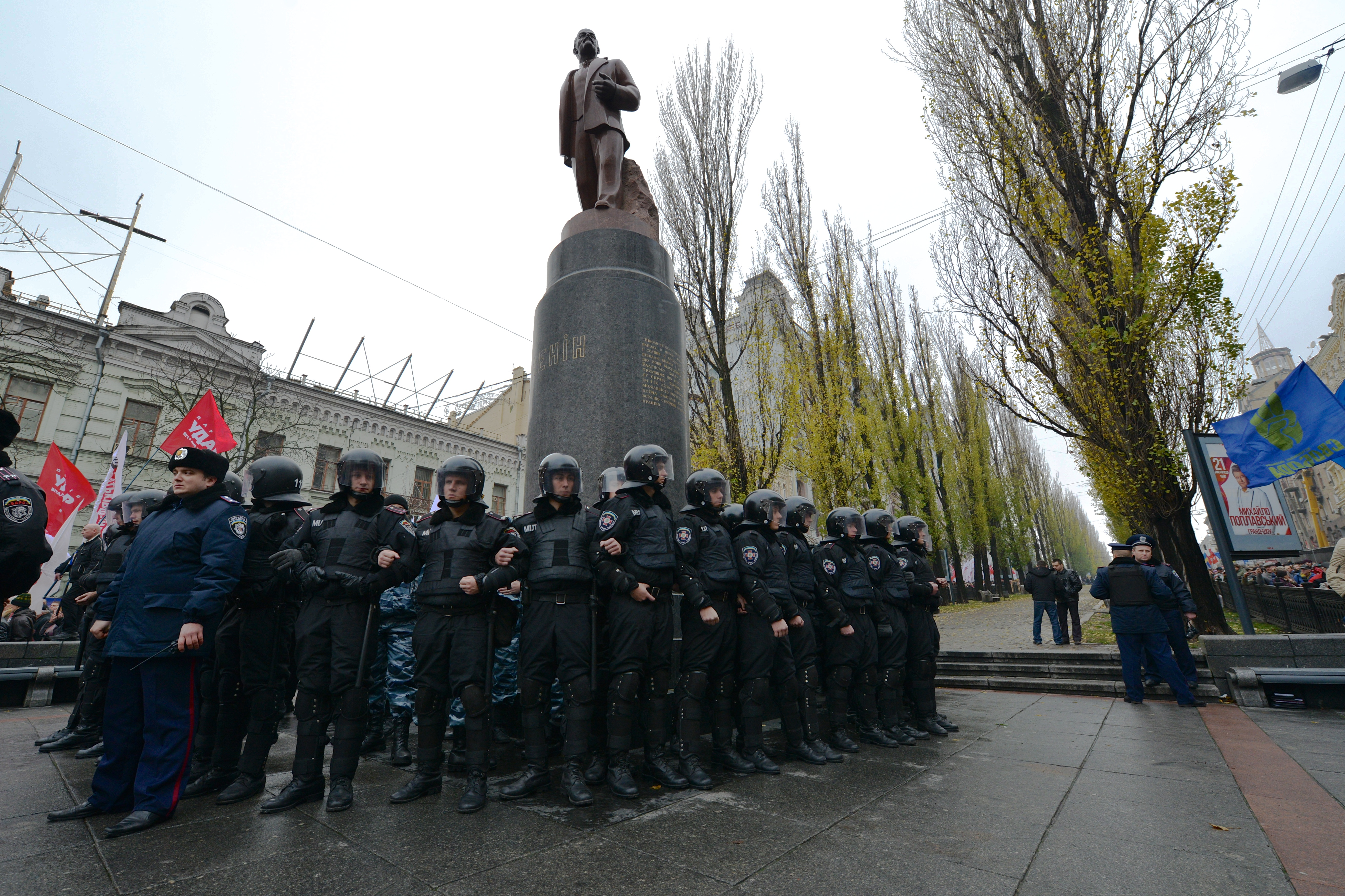
Милиция охраняет памятник от разрушения, 24 ноября 2013 года
Памятник после повреждения постамента 1 декабря 2013 года
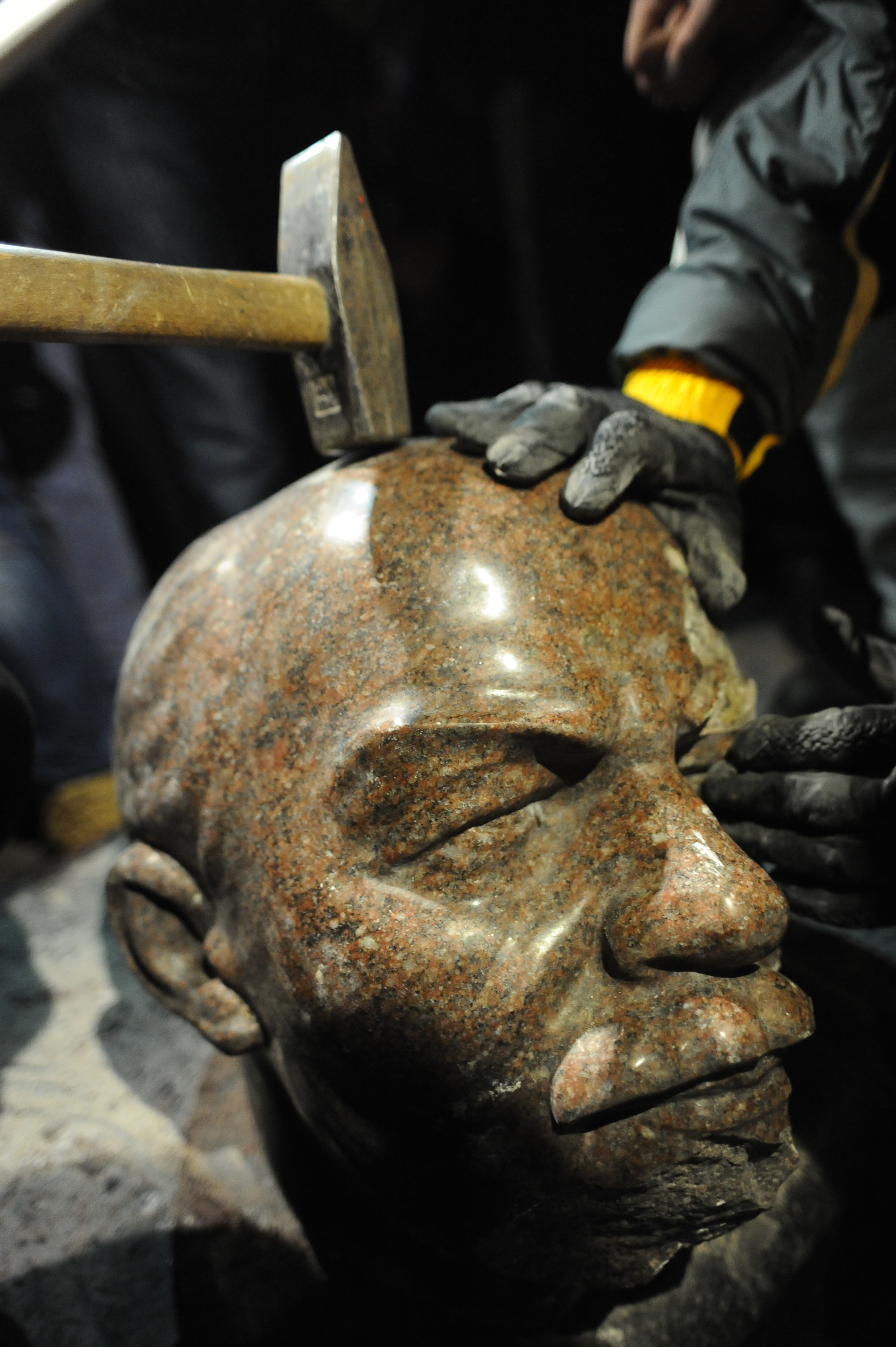
Митингующие откалывают куски от головы памятника
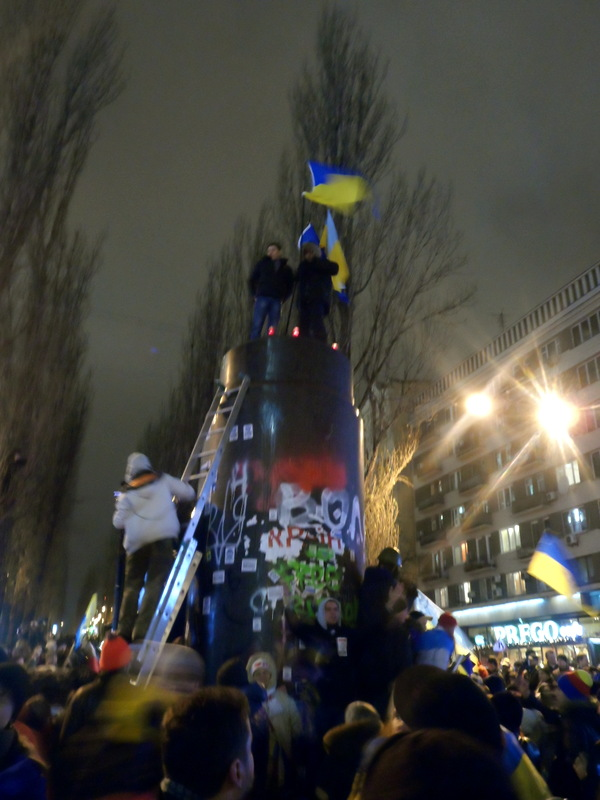
Постамент после разрушения памятника 8 декабря 2013 года
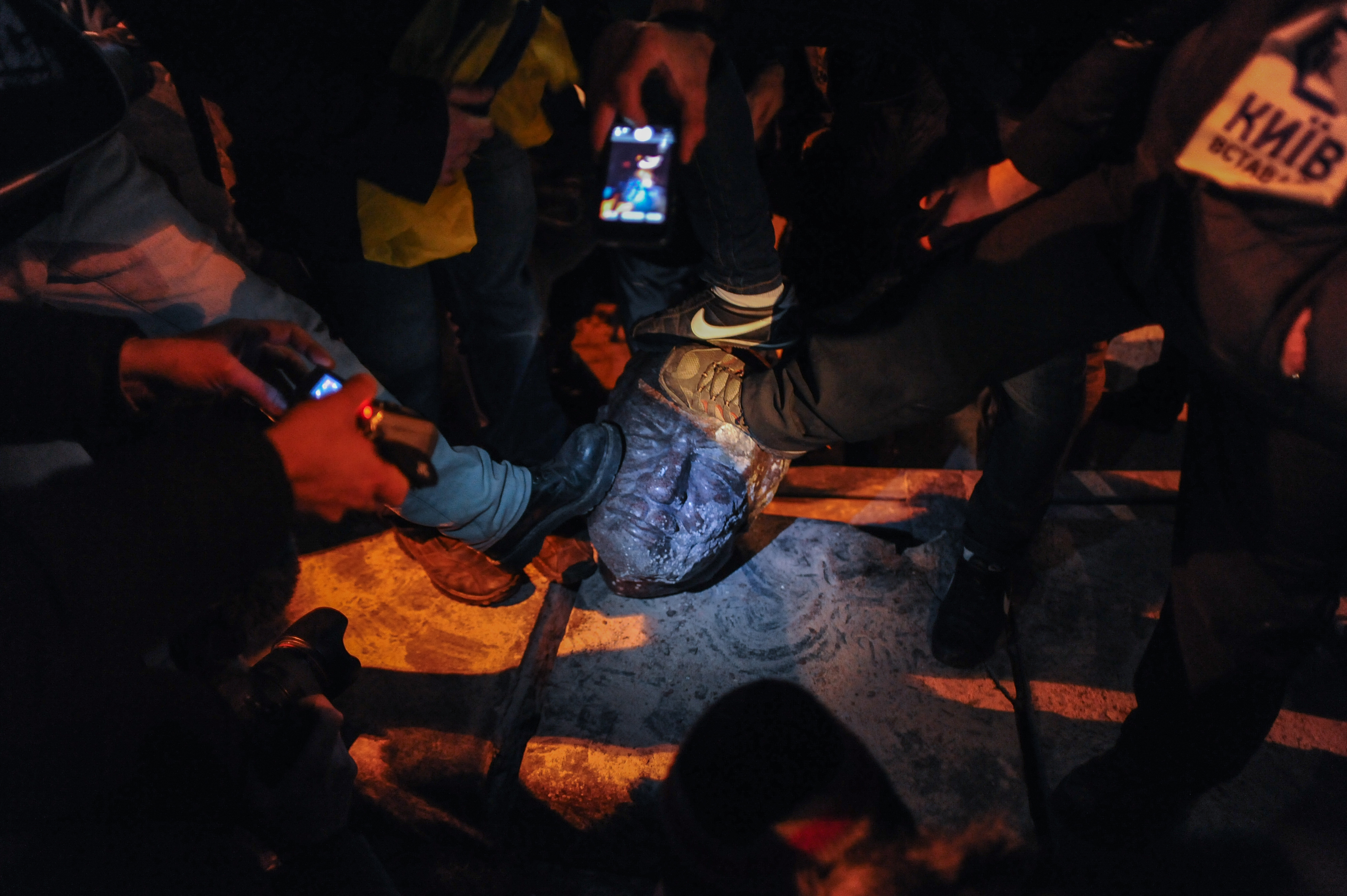
Митингующие пинают голову разрушенного памятника
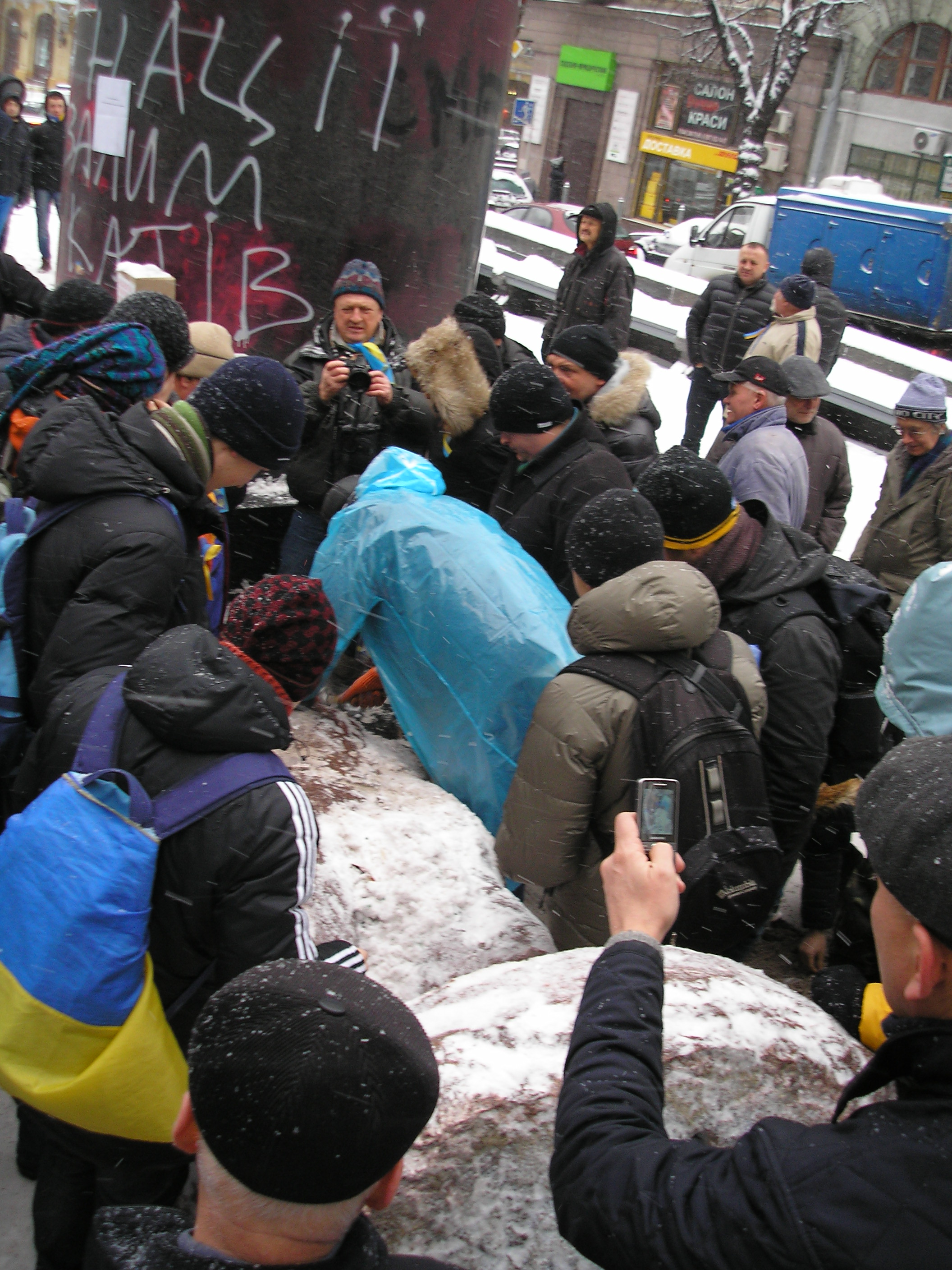
Разбор памятника на сувениры и для продажи
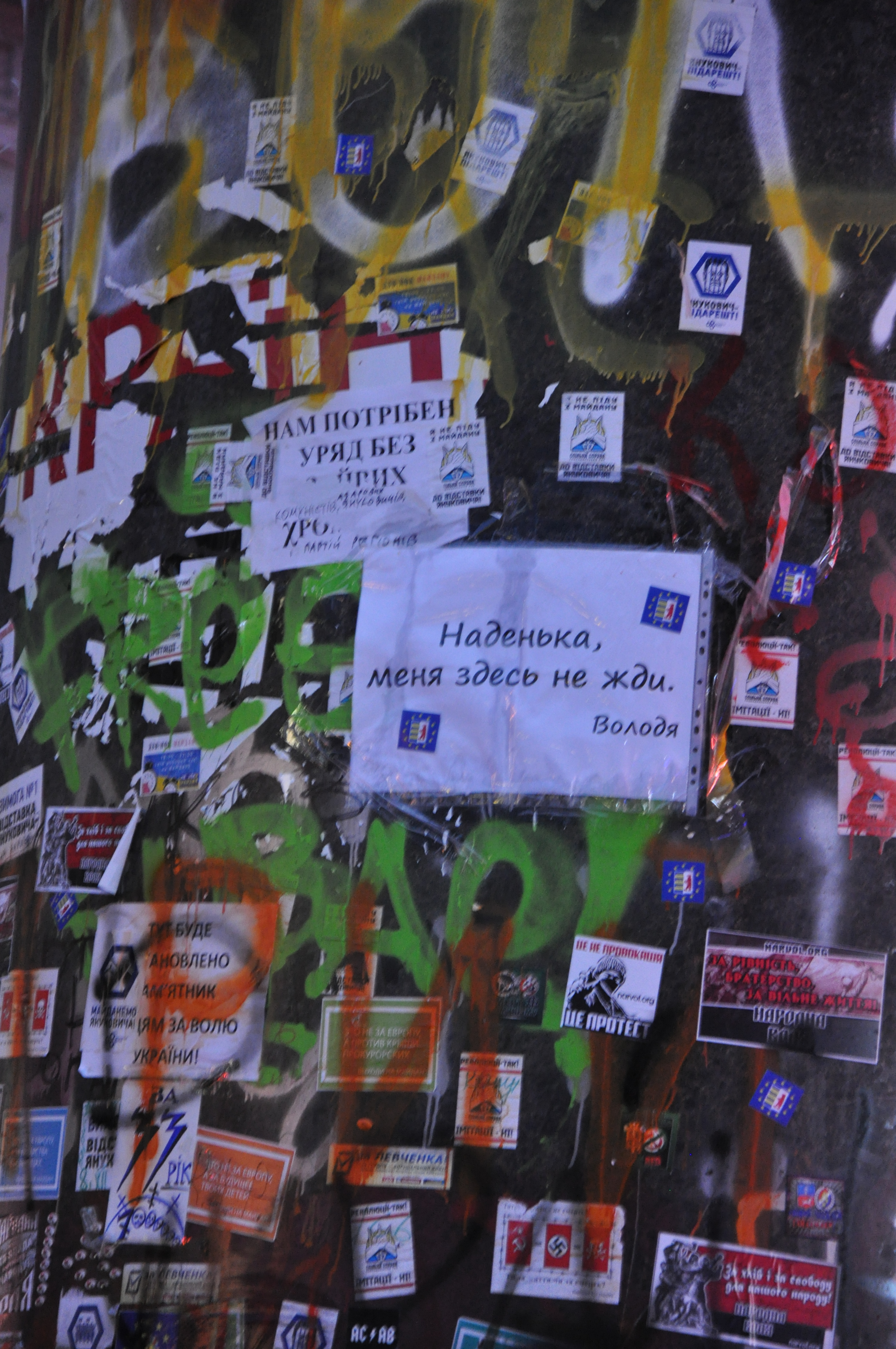
«Наденька,меня здесь не жди»Володя
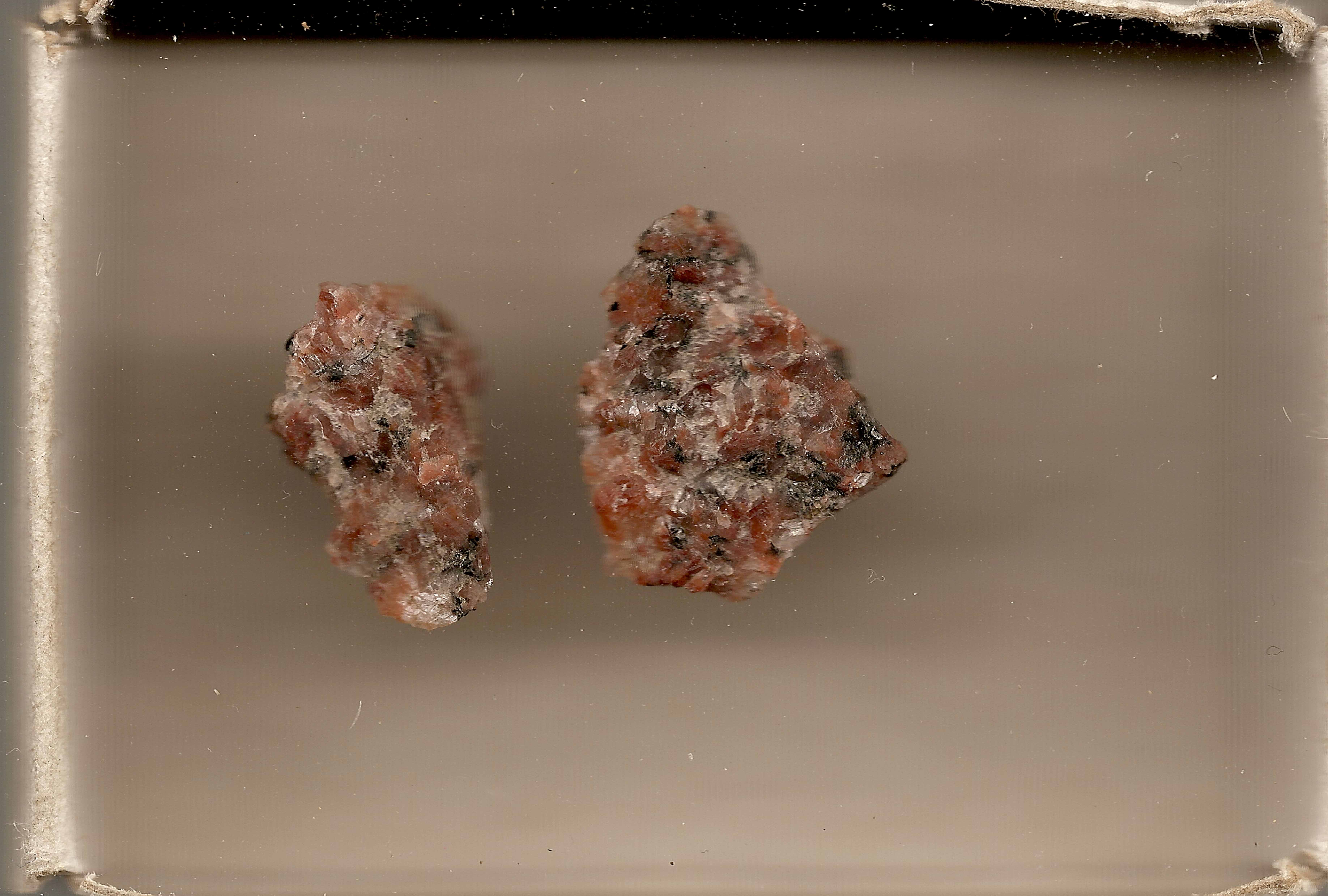
Осколки памятника